# Providas Romanorum
Providas Romanorum je papeška konstitucija, ki jo je napisal papež Benedikt XIV. 17. maja 1751.
S to konstitucijo je papež potrdil predhodno bulo Eminenti Apostolatus Specula papeža Klemena XII. o prepovedi prostozidarstva; le-to je utemeljil na religioznih motivih prostozidarstva, ki mejijo na herezijo. Posledično se je pričelo preganjanje prostozidarjev v Španiji, kjer so številne prostozidarje ubili ali pa obsodili na galeje.